# Turdías

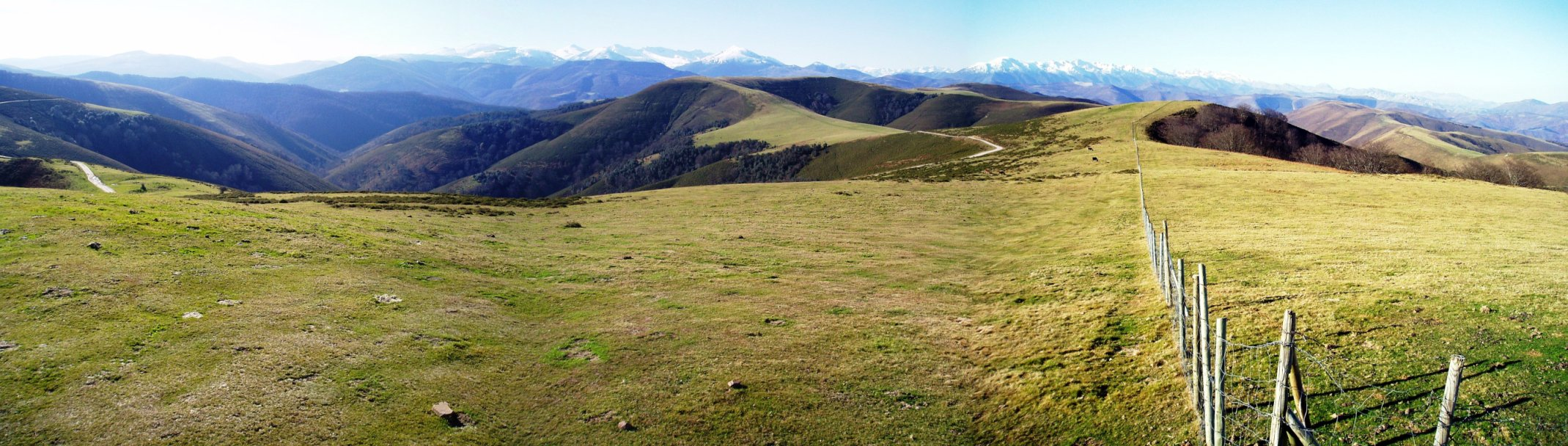
Brañas o praderas de montaña en el pico Turdías.

El pico Tordías o Turdías es un cerro situado a 968 metros de altitud en el municipio de Arenas de Iguña, en Cantabria (España). En parte destacada del mismo hay un vértice geodésico, junto a un mojón de M.P. n.° 36 de primer orden. Marca una altitud de 968 m s. n. m. en la base del pilar. 
El punto de partida para ascender al Tordías es la localidad de Los Llares. Se toma la carretera CA-804 hacia Ucieda y la ermita del Moral. Está asfaltada durante 8 kilómetros. Cuando se acaba el asfalto hay que seguir otros 4,5 kilómetros por una pista y luego girar a la derecha, junto a una alcantarilla, campo a través, hasta el vértice, que queda a 200 metros. El recorrido es físicamente apto para los vehículos todo terreno, aunque una vez se deja la carretera asfaltada la circulación está restringida al internarse en el parque natural del Saja-Besaya.